# Emir Dizdarević
Emir Dizdarević (Zenica, 2. travnja 1958.) bosanskohercegovački je i hrvatski šahovski velemajstor. Međunarodni je majstor od 1982. godine, a velemajstor od 1988. godine.
Bio je sudionikom šahovskih olimpijada 1992., 1994., 1996., 1998., 2000., 2002., 2004., 2010., 2012. i 2014. godine. Godine 2004. bio je prva ploča bosanskohercegovačke reprezentacije, a 2012. i 2014. druga ploča.
Sudionik europskih momčadskih prvenstava 1992., 1997., 1999., 2003. i 2009. godine (kada je bio prva ploča bosanskohercegovačke reprezentacije).
FIDE rejting iznosio mu je 2463, a u brzopoteznim kategorijama rapid 2477 i blitz 2535 u siječnju 2017. godine. Tako pripada među najbolje bosanskohercegovačke šahiste.

## Knjige
Dizdarević je autor nekoliko šahovskih knjiga od kojih su najpoznatije Šahovska početnica, Kombinacije, Osnove šaha: pješačke konačnice te Osnove šaha: konačnice lakih figura.

## Vanjske poveznice
- (engl.) Dizdarevićeve partije na chessgames.com
- (engl.) Individualne kalkulacije na FIDE
- (engl.) Dizdarević na 365chess